# Иван Копчев
Иван Костов Копчев е български лекар, офицер, генерал-майор.

## Биография
Роден е на 3 ноември 1915 г. в оряховското село Бутан. През 1935 г. завършва гимназия във Враца, а през 1944 г. медицина в Софийския университет. Започва работа в Оряхово като гвардейски лекар, а от 1946 г. е ординатор в хирургичното отделение на Общовойсковата болница в София. Специализира хирургия в Чехословакия и започва работа във Военномедицинска академия, като достига до позицията заместник-началник на Катедрата по военнополева хирургия, а по-късно е началник на Катедрата по военнополева травматология. През 1949 г. отива да помага като лекар на гръцките комунистически партизани в планината Грамос. От 1952 до 1954 г. е хирург в медицинската бригада в Корея. През 1956 г. специализира във Военномедицинската академия „С.М.Киров“ в Санкт Петербург. В периода 1956 – 1958 г. е старши преподавател по военнополева хирургия в Катедра 22 в ИСУЛ и към Военномедицинския отдел на Министерството на отбраната. Между 1961 и 1962 г. е хирург в Алжир, където се води война между местните алжирци и френската колониална власт. Защитава дисертация през 1959 г., а от 1964 г. е доцент и професор от 1966 г. Става началник на травматологията в Пирогов. От 1974 г. е главен травматолог на българската армия с чин генерал-майор от медицинската служба. Има над 120 научни публикации и съобщения. Умира на 10 април 1980 г. в София.

## Трудове
- Непоносимост на костните хомотранспланти, 1966
- Транспортният травматизъм в армията, 1968
- Чужди тела в крайниците, 1969
- с Иван Пелкин. Военнополева травматология, Държавно военно издателство, 1974
- Травматология на опорно-двигателния апарат. Изд. Медицина и физкултура, 1982

## Военни звания
- генерал-майор от медицинската служба – 1974